# Андростендіон
Андростендіон — основний андроген, що секретуються яєчниками.
Також в невеликих кількостях секретується корою наднирників у обох статей і яєчками у чоловіків. Андрогенна дія андростендіону проявляється значно слабкіше, ніж у тестостерону.
Андростендіон перетвориться в естрогени, головним чином у яєчниках, але також і в жировій тканині. Можливе перетворення андростендіону в тестостерон, але в нормі у жінок цей процес майже не відбувається. Посилення продукції тестостерону з андростендіону, наприклад, за наявності андрогенпродукуючої пухлини, часто призводить до гірсутизму і навіть вірільності.